# Балка Тараклія
Балка Тараклія — балка (річка) в Україні й Молдові у Болградському й Тараклійському районах Одеської області й Молдови. Ліва притока річки Лунги (басейн Дунаю).

## Опис
Довжина балки приблизно 18,46 км, найкоротша відстань між витоком і гирлом — 15,31  км, коефіцієнт звивистості річки — 1,21 . Формується декількома струмками та загатами. На деяких ділянках балка пересихає.

## Розташування
Бере початок на західній стороні від села Нові Трояни. Тече переважно на південний захід через місто Тараклію і на південно-східній стороні від села Новоселовка впадає у річку Лунгу, ліву притоку річки Ялпугу.

## Цікаві факти
- Від витоку балки на східній стороні на відстані приблизно 1,17 км пролягає автошлях Т 1632[3] (автомобільний шлях територіального значення в Одеській області. Проходить територією Болградського району через Кубей — пункт пропуску Нові Трояни. Загальна довжина — 23 км.).
- На балці існують природні джерела, водокачка, газгольдер та газові свердловини[2].